# Distretto elettorale di Ogongo
Il distretto elettorale di Ogongo è un distretto elettorale della Namibia situato nella Regione di Omusati con 19.546 abitanti al censimento del 2011. Il capoluogo è la città di Ogongo.
Altre località del distretto sono Eengolo, Eendombe, Pyamukuyu, Iipanda, Ombathi e Omuthitu.